# Asota subretracta
Asota subretracta är en fjärilsart som beskrevs av Walker 1856. Asota subretracta ingår i släktet Asota och familjen nattflyn. Inga underarter finns listade i Catalogue of Life.